# Arquidiócesis de Cipsela
La Sede titular de Cipsela (en latín: Archidioecesis Cypselensis) es una sede suprimida y sede titular de la Iglesia católica.

## Historia
Cipsela, correspondiente a la ciudad turca de İpsala, es un antiguo arzobispado autocéfalo de la provincia romana de Ródope en la diócesis civil de Tracia. Formaba parte del patriarcado de Constantinopla.
Cipsela hoy sobrevive como sede titular, la sede ha estado vacante desde el 20 de abril de 1969.